# Harasaki Masato
Masato Harasaki (sinh ngày 13 tháng 8 năm 1974) là một cầu thủ bóng đá người Nhật Bản.

## Sự nghiệp câu lạc bộ
Masato Harasaki đã từng chơi cho Bellmare Hiratsuka, Omiya Ardija và Vegalta Sendai.